# Саху (язык)
Саху — один из западнопапуасских языков, распространён на острове Хальмахера — в о́круге Северный Хальмахера провинции Северное Малуку (Индонезия).
По данным Ethnologue, количество носителей данной группы языков составляло примерно 7500 чел. в 1987 году.
Использует латинскую графику на письме.

## Диалекты
В составе саху выделяются два диалекта — па’дисуа (палисуа) и тала’и.